# Joakim Runnemo
Joakim Ulf Bertil Runnemo (sinh ngày 18 tháng 12 năm 1986) là một cầu thủ bóng đá người Thụy Điển thi đấu cho IK Frej ở vị trí tiền vệ.